# Canones urbicani
Die Canones urbicani sind eine kleine, verlorene Kanones-Sammlung aus der Zeit Leos I. (Bischof von Rom 440–461). Sie wurden vermutlich in Gallien zusammengestellt und enthielten ausschließlich Dekretalen. Ihr Inhalt und ihre Struktur lassen sich nur aus späteren Sammlungen ableiten; nur die Collectio Coloniensis scheint sie vollständig zu enthalten. Auf dieser Grundlage geht man davon aus, dass die Canones urbicani fünf päpstliche Briefe enthielten, zwei von Innozenz I. (JK 293 und 303), einen von Zosimus (JK 339) und zwei von Coelestin I. (JK 369 und 371).